# خافيير ديلغادو برادو
خافيير ديلغادو برادو (بالإسبانية: Javier Delgado)‏ (28 يوليو 1968 في كوستاريكا - ) هو مدرب كرة قدم ولاعب كرة قدم كوستاريكي في مركز الدفاع. شارك مع منتخب كوستاريكا لكرة القدم. أما مع النوادي، فقد لعب مع ميونيسيبال ونادي كارتاهينيس ونادي ألاجولينسي وA.D. Santa Bárbara ‏.

## وصلات خارجية
- خافيير ديلغادو برادو على موقع الاتحاد الدولي (مؤرشف)  (الإنجليزية)
- خافيير ديلغادو برادو على موقع قاعدة بيانات كرة القدم.إي يو (الإنجليزية)
- خافيير ديلغادو برادو على موقع ناشيونال فوتبول تيمز (الإنجليزية)